# 达甫
达甫或达卜（維吾爾語：داپ‎，；波斯語：‎，；阿拉伯语：‎）是中东、中亚地区以及中国新疆流行的一种手鼓，鼓框木制，周围装有许多小铁环，表面蒙以鱼皮、蟒皮、羊皮或牛皮，如今亦使用塑料制作鼓皮。

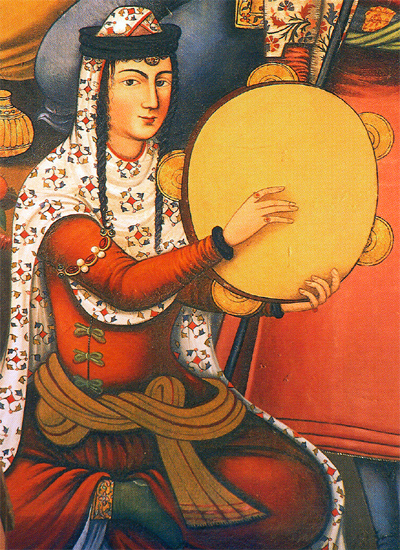
伊朗伊斯法罕波斯细密画中的达甫演奏
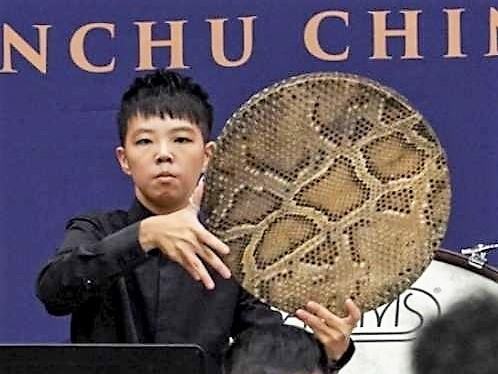
新竹青年國樂團的團員演奏新疆手鼓